# Diisocianato de difenilmetano
El diisocianato de difenilmetano, comúnmente abreaviado como MDI (de Metilen difenil 4,4´-diisocianato), es un diisocianato aromático. Existe en tres formas isoméricas diferentes, 2,2´-MDI, 2,4´-MDI y 4,4´-MDI, siendo este último sin embargo el más utilizado y calificado como "MDI puro" o MDI simplemente.

El MDI se emplea abundantemente combinado con diferentes polioles, glicoles, y/o diaminas en la producción de poliuretano. Es el diisocianato que acapara mayor cupo de mercado.

## Síntesis y producción
La síntesis química del MDI parte de la reacción de condensación entre el formaldehído y la anilina en medio ácido: 

2(Phe)-NH2 + HCHO → H2N-Phe-CH2-Phe-NH2 + H2O

Después, el producto de reacción se hace reaccionar con fosgeno para dar el diisocianato:

H2N-Phe-CH2-Phe-NH2 + 2(Cl)2CO → OCN-Phe-CH2-Phe-NCO + 4HCl

El producto es una mezcla de MDI polimérico y una mezcla de isómeros a partir de los cuales de purifica el isómero deseado (normalmente el 4,4´-MDI). ,

Actualmente se realizan esfuerzos para tratar de sustituir el proceso de fosgenación,, en la síntesis de isocianatos, debido a la alta toxicidad del fosgeno.

## Química
El MDI desarrolla una química similar al del resto de isocianatos. Sin embargo al tener una naturaleza aromática la reactividad es mayor que en el caso de los diisocianatos alifáticos (como el diisocianato de hexametileno, HDI o el diisocianato de isoforona,IPDI) dando lugar a reacciones altamente exotérmicas, pudiendo reaccionar muy violentamente cuando se hace reaccionar con diaminas. La velocidad de polimerización con dibases es mayor que la presentada por los diisocianatos alifáticos.

## Empleo
El MDI se usa fundamentalmente en la síntesis de poliuretano. Especialmente debido a su reactividad se empléa en la síntesis de espumas de poliuretano, donde se requiere un tiempo de polimerización corto. El MDI también se emplea en la síntesis de elastómeros  y así como en adhesivos sobre la base de poliuretano.

## Seguridad
Debido a su baja presión de vapor el MDI presenta menor riesgo de inhalación o contaminación durante su manipulación, que otros diisocianatos como el diisocianato de tolueno (TDI) o el 1,6-diisocianato de hexametileno (HDI). No obstante es de los diisocianatos más reactivos y su contacto puede provocar irritación e incluso reacciones alergénicas. Pese a su baja presión de vapor y su estado sólido pequeñas trazas en el ambiente pueden ocasionar problemas respiratorios serios. Es indispensable el uso adecuado de los equipos pertinentes de protección personal como guantes, lentes, batas y mascarilla.